# Fran Escribá
Francisco Escribá Segura (Valencia, 3 de mayo de 1965) es un exfutbolista y entrenador de fútbol. Actualmente está sin club.

## Trayectoria
Jugó en las categorías inferiores del Valencia Club de Fútbol, equipo en el que también comenzó su andadura como entrenador trabajando con la base del conjunto che. En la cantera del Valencia comenzó como entrenador del Alevín y posteriormente pasó a ostentar la Dirección del Fútbol Base.
En 2004, se incorporó al equipo técnico de Quique Sánchez Flores en el Getafe Club de Fútbol, en calidad de segundo entrenador, con el que lograría numerosos éxitos a nivel nacional e internacional en los años siguientes. Entre ellos destacar la consecución de la UEFA Europa League y la Supercopa de Europa y el subcampeonato de Copa con el Atlético de Madrid, además de clasificar al Valencia para los cuartos de final de la principal competición continental, la Champions League.

### Como primer entrenador
Cuando Sánchez Flores abandonó el banquillo colchonero en mayo de 2011, Escribá decidió no continuar con él porque quería entrenar en solitario.

#### Elche C. F.
El 11 de junio de 2012, se anuncia su fichaje como primer entrenador del Elche Club de Fútbol para la temporada 2012-13. De la mano del técnico valenciano, el Elche protagonizó la mejor primera vuelta de la historia de Segunda División, habiendo sumado 49 puntos de los 63 posibles (quince victorias, cuatro empates y dos derrotas). Los ilicitanos cerraron la primera vuelta sin ceder ni un solo punto en su estadio y siendo el equipo menos goleado de la categoría. El 18 de mayo de 2013, en la jornada 40, el Elche Club de Fútbol se proclamó campeón de la categoría, con el añadido de ser el único equipo de toda la historia de la categoría que ha sido capaz de ser líder desde la primera a la última jornada, gesta que no habían conseguido otros equipos ilustres en su andadura por Segunda División (como Atlético de Madrid, Valencia o Villarreal).
Al término de la temporada, Escribá renovó por dos años con la entidad, además de ganar el Trofeo Miguel Muñoz a mejor técnico de la categoría.
Una vez en Primera División, el Elche alcanzó la permanencia en la penúltima jornada de Liga gracias a un empate contra el Barcelona, un logro que propició otra renovación del contrato de Escribá. En la temporada 2014-15, el conjunto ilicitano evitó otra vez el descenso, y esta vez con menos apuros. Sin embargo, posteriormente el equipo fue relegado a la división de plata por motivos económicos, por lo que Escribá rescindió su contrato con el club.

#### Getafe C. F.
El 26 de junio de 2015, Escribá firmó como nuevo técnico del Getafe Club de Fútbol. Aunque el equipo madrileño terminó la primera vuelta de la Liga en una cómoda 12.ª posición, luego entró en barrena y Escribá acabó siendo destituido el 11 de abril de 2016, tras sumar sólo 2 puntos de los últimos 36, dejando al conjunto madrileño como 19.º clasificado con 28 puntos después de 32 partidos.

#### Villarreal C. F.
El 11 de agosto de 2016, Escribá sustituyó a Marcelino García Toral en el banquillo del Villarreal Club de Fútbol. Comenzó su etapa en El Madrigal con algunas dudas, puesto que fue eliminado en la ronda previa de la Liga de Campeones y sumó dos empates en sus dos primeros partidos de Liga, pero a partir de ahí fue mejorando, situando al conjunto amarillo entre los 4 primeros clasificados del torneo doméstico y superando la fase de grupos de la Liga Europa al terminar el año. Al comenzar el año 2017, el equipo entra en una mala racha de resultados que le hacen caer a la 6.ª posición en la Liga y caer eliminado en dieciseisavos de final de la Liga Europa. No obstante, finalmente concluyó la temporada de forma positiva, llevando al Villarreal al 5.º puesto en la Liga (clasificatorio para la próxima edición de la Liga Europa). Pocos días después, renovó su contrato con el club por un año más.
El 25 de septiembre de 2017, el club anunció la rescisión de contrato de Escribá, tras haber sumado 7 puntos en las 6 primeras jornadas de Liga.

#### Celta de Vigo
El 3 de marzo de 2019, fue contratado por el Celta de Vigo. El 22 de mayo de 2019, tras obtener 16 puntos en 12 partidos y conseguir la permanencia en Primera División, renovó su contrato con el club por dos temporadas. Sin embargo, el 3 de noviembre de 2019, tras un mal inicio de temporada, el club comunicó su destitución.

#### Elche C. F.
El 14 de febrero de 2021, inició su segunda etapa en el banquillo del Elche Club de Fútbol. Consiguió la permanencia en la última jornada de la Liga, ganando 2-0 al Athletic Club, y renovó su contrato con el club por un año más. El 21 de noviembre de 2021, fue despedido después de perder por 0-3 contra el Real Betis Balompié y sumar 6 partidos consecutivos sin ganar.

#### Real Zaragoza
El 7 de noviembre de 2022, fue anunciado como nuevo entrenador del Real Zaragoza de la Segunda División de España hasta el 30 de junio de 2024. Bajo su dirección, el conjunto blanquillo obtuvo una holgada salvación al terminar 13º en la Liga. El 20 de noviembre de 2023, poco más de un año después de su llegada al banquillo aragonés, el club anunció la rescisión de su contrato, habiendo encadenado 6 partidos consecutivos sin ganar.

#### Granada C. F.
El 23 de septiembre de 2024, asumió el cargo de técnico del Granada C.F. tras firmar un contrato hasta junio de 2025. Sin embargo, fue despedido el 14 de mayo del año siguiente, después de sufrir 2 derrotas consecutivas.

## Clubes
- Actualizado a 11 de mayo de 2025

| Club                 | País                 | Año                  | P   | PG | PE | PP  | % g.   |
| -------------------- | -------------------- | -------------------- | --- | -- | -- | --- | ------ |
| Elche C.F.           | España               | 2012-2015            | 125 | 44 | 36 | 45  | 44.8%  |
| Getafe C.F.          | España               | 2015-2016            | 34  | 8  | 7  | 19  | 30.39% |
| Villarreal C.F.      | España               | 2016-2017            | 59  | 26 | 16 | 17  | 53.11% |
| Celta de Vigo        | España               | 2019                 | 24  | 6  | 7  | 11  | 34.72% |
| Elche C.F.           | España               | 2021                 | 30  | 7  | 8  | 15  | 32.22% |
| Real Zaragoza        | España               | 2022-2023            | 45  | 14 | 17 | 14  | 43.7%  |
| Granada C.F.         | España               | 2024-2025            | 33  | 15 | 8  | 10  | 53.53% |
| Total en sus equipos | Total en sus equipos | Total en sus equipos | 272 | 91 | 74 | 107 | 42.04% |